# Planetarium

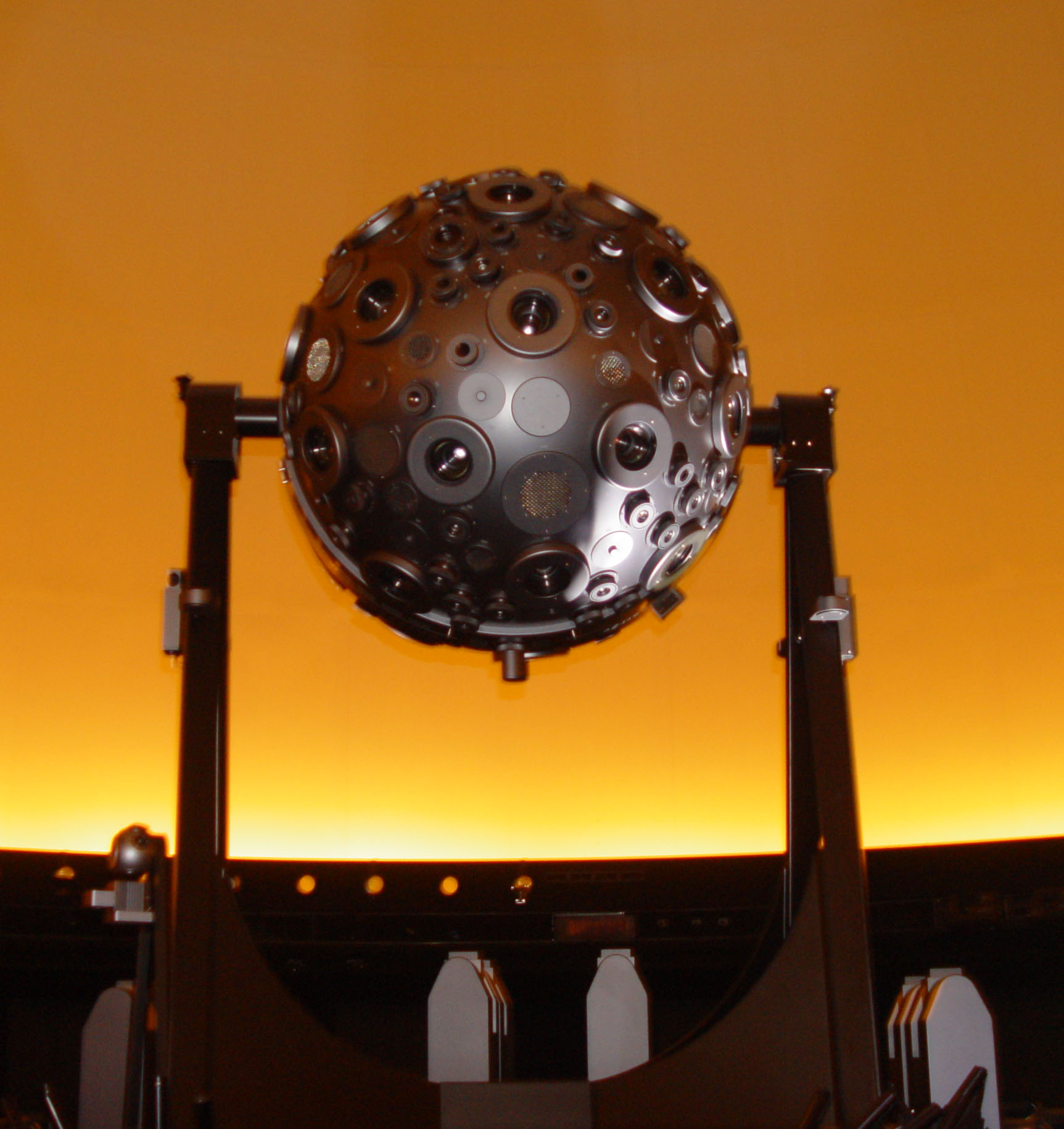
Projektor typowego planetarium

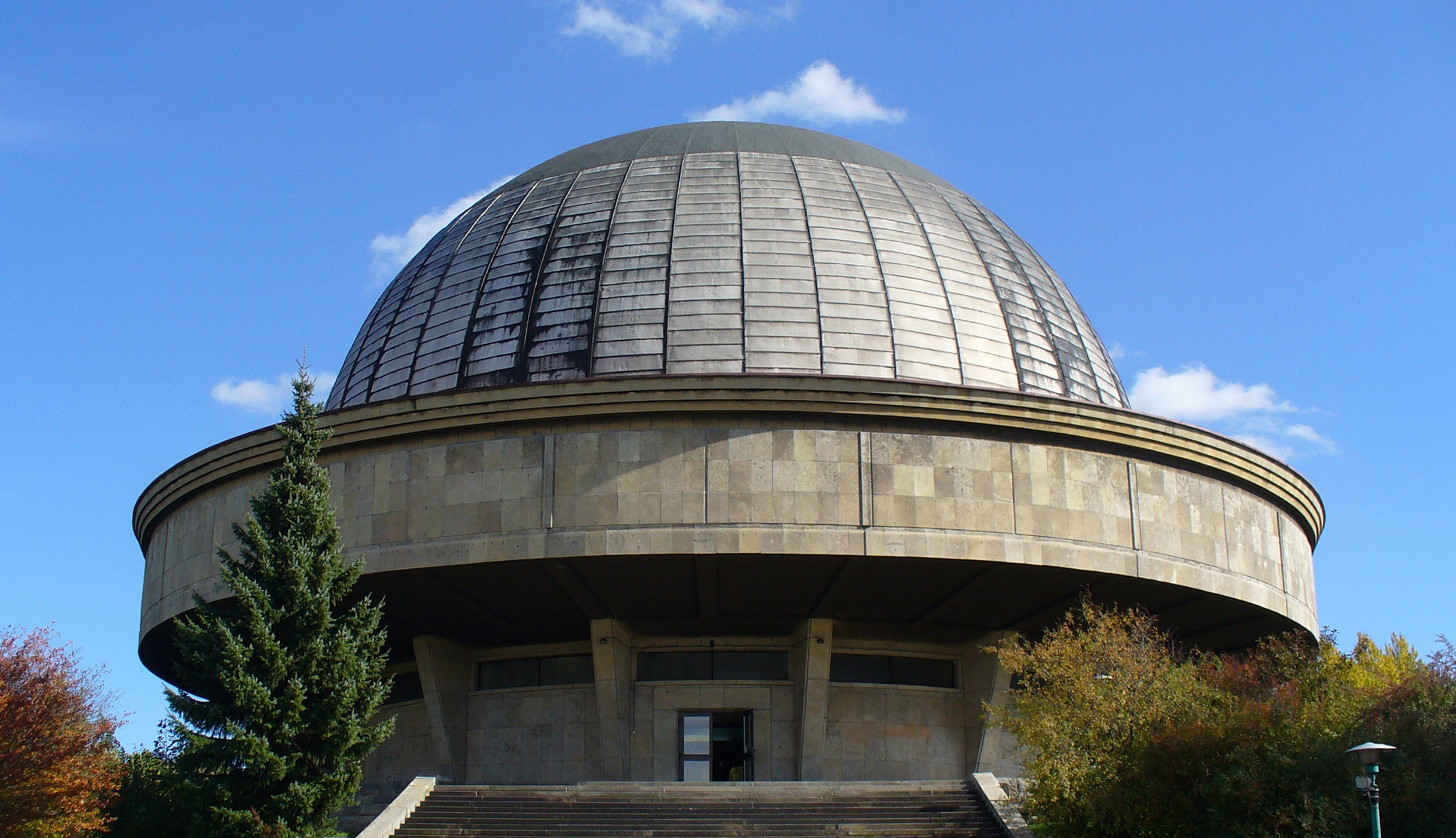
Planetarium Śląskie

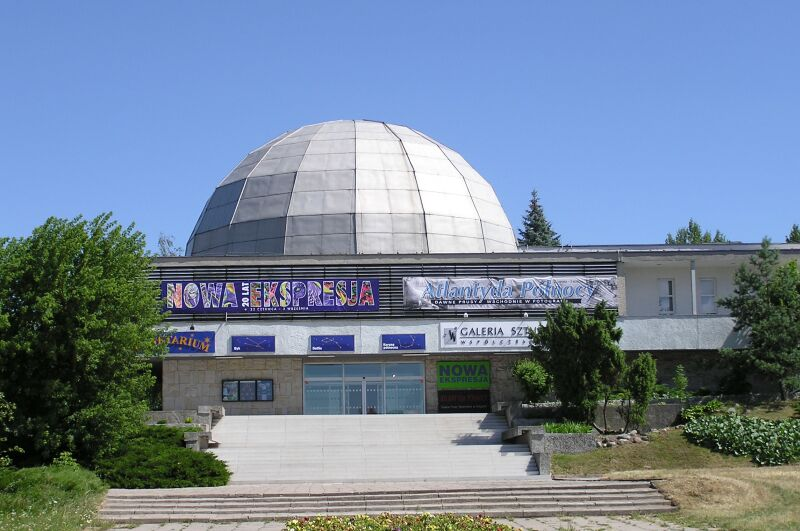
Planetarium w Olsztynie

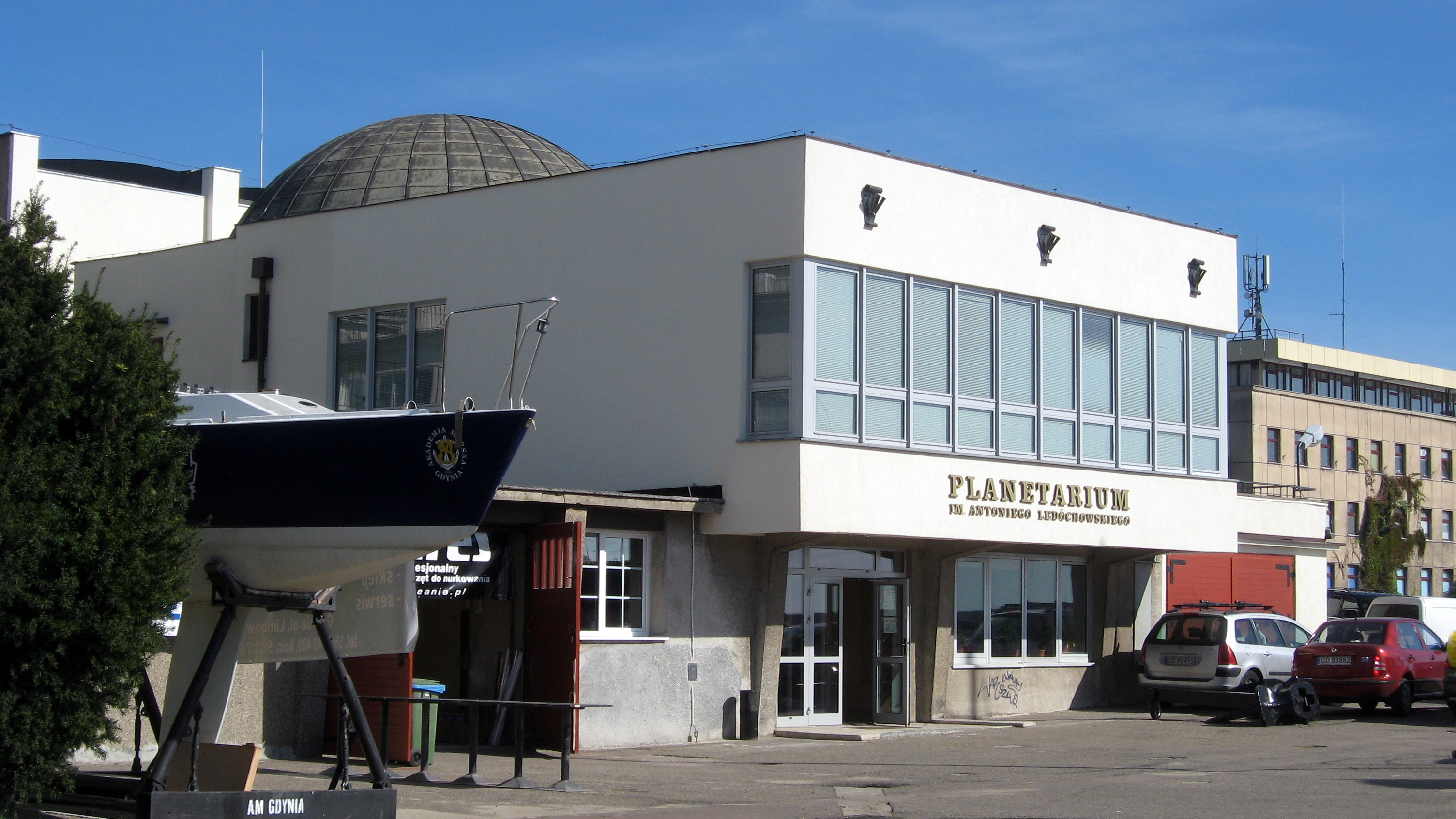
Planetarium w Gdyni

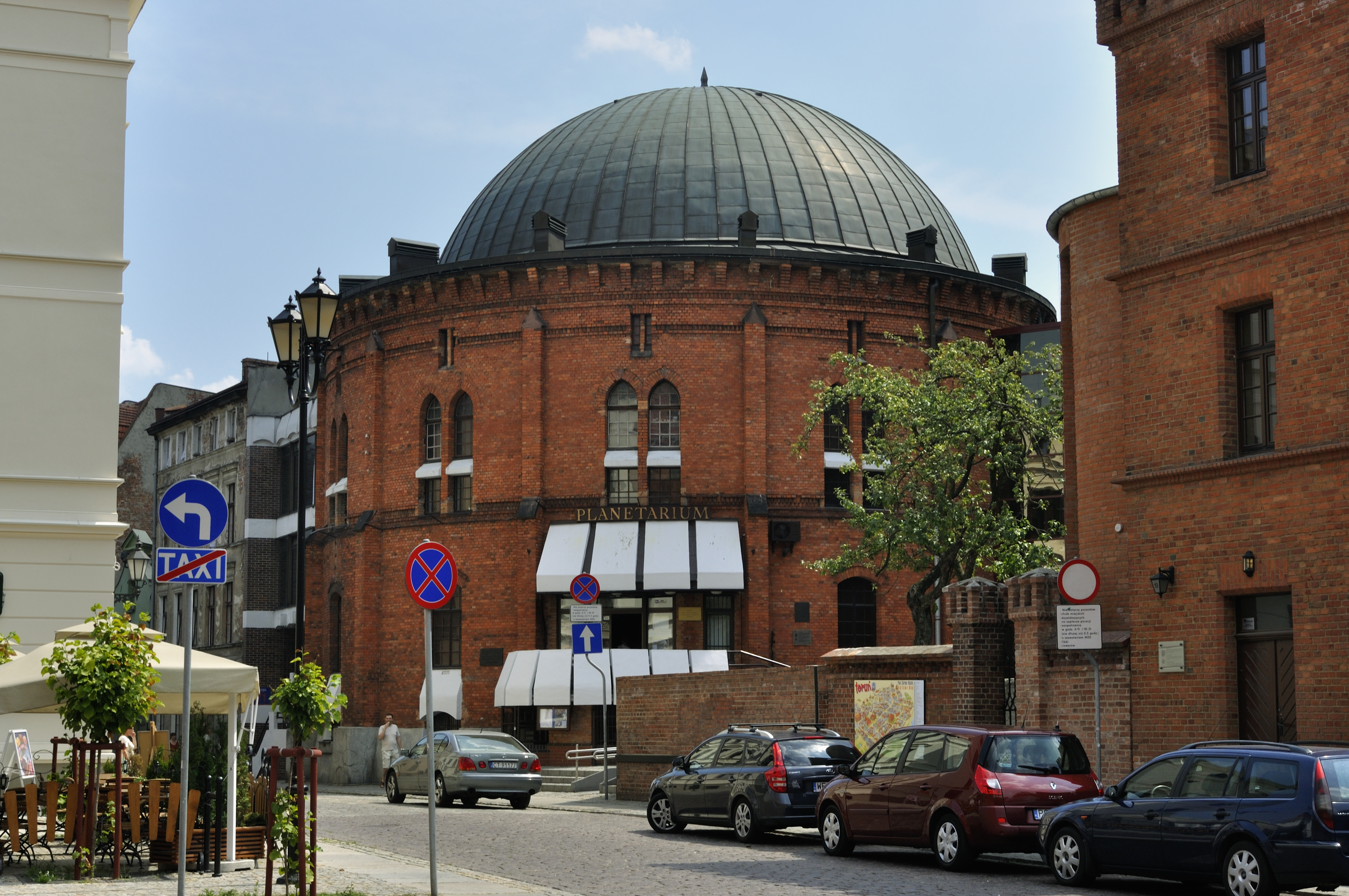
Planetarium w Toruniu

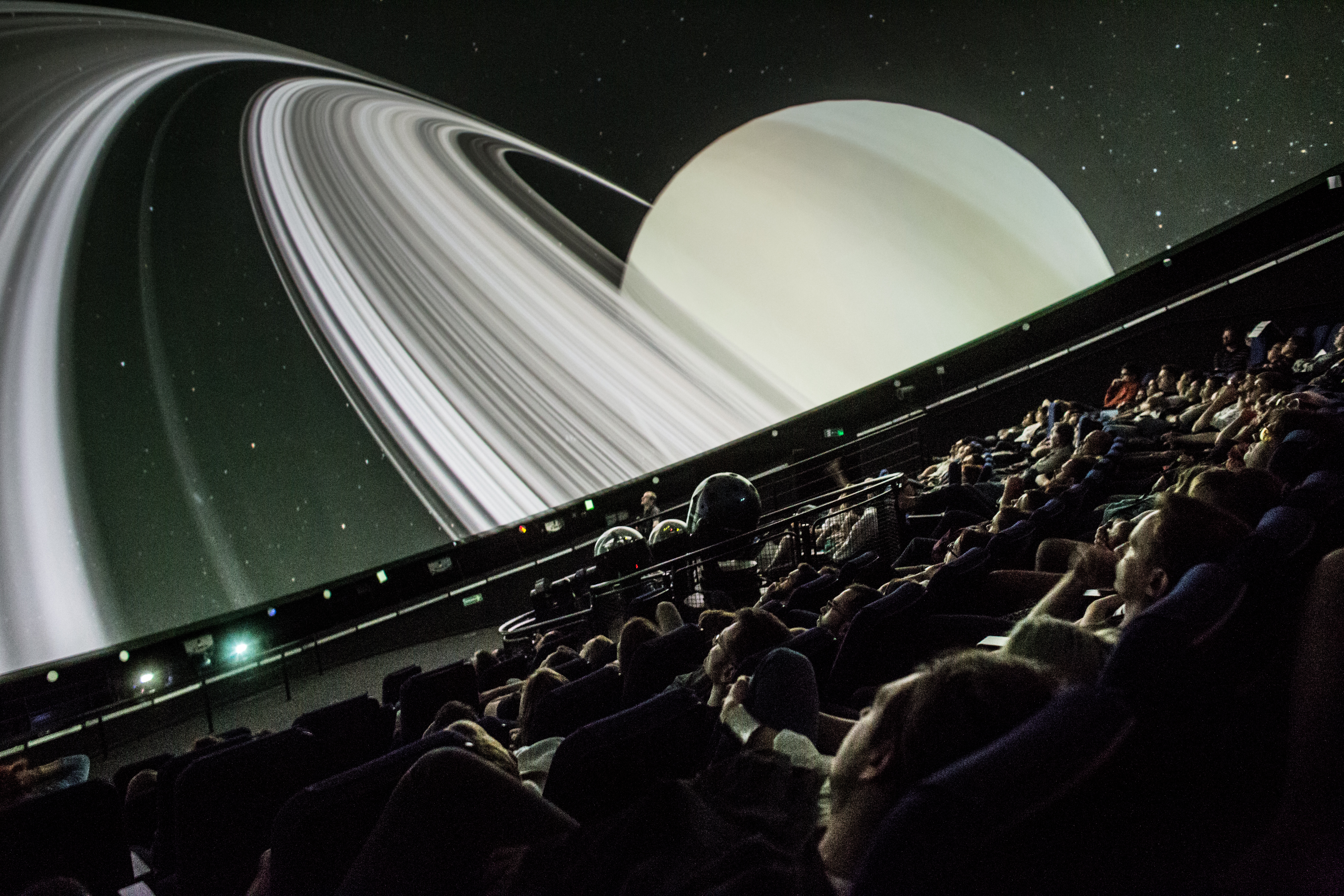
Pokaz w Planetarium Niebo Kopernika, Centrum Nauki Kopernik w Warszawie

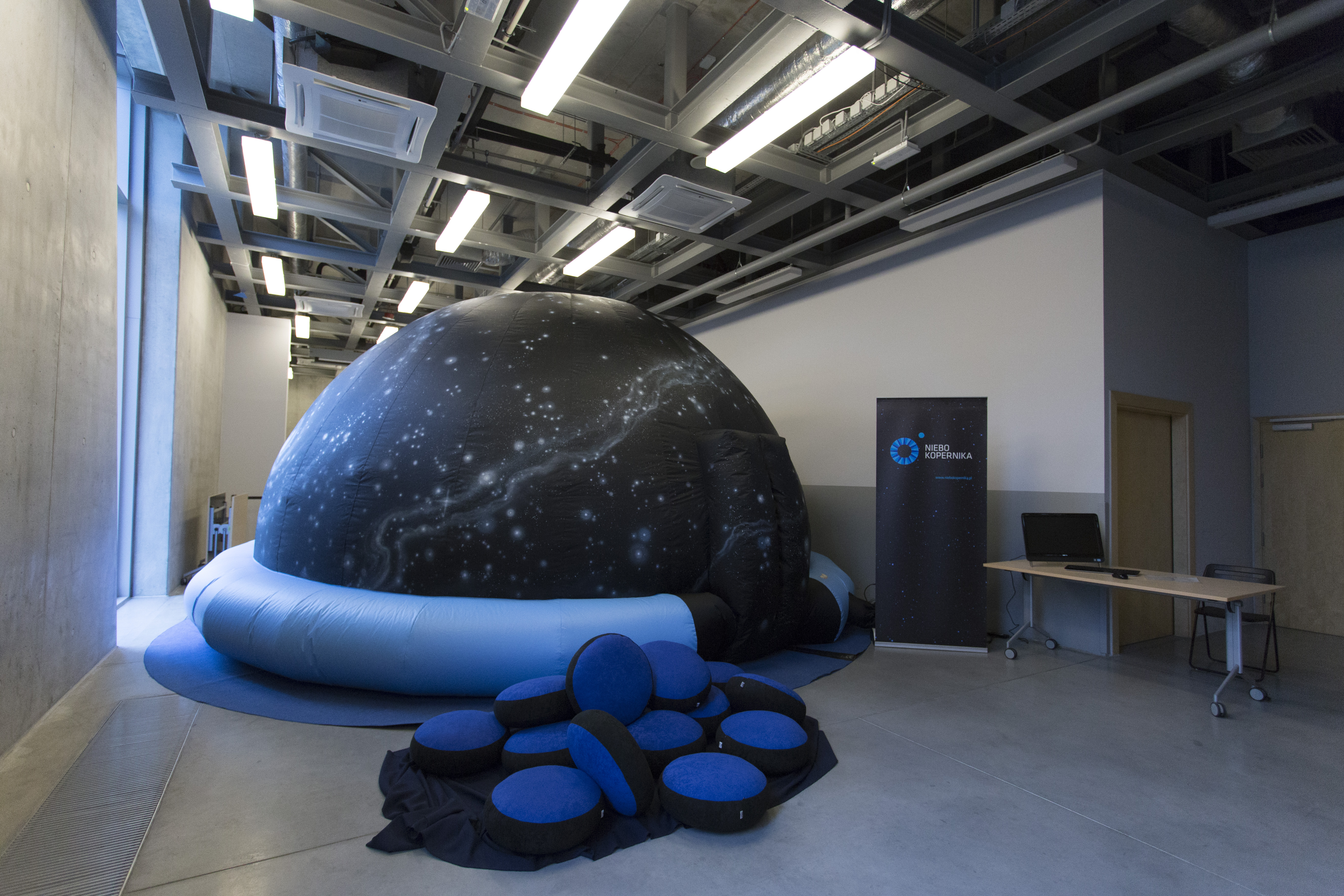
Mobilne Planetarium – program „Nauka dla Ciebie”, Centrum Nauki Kopernik w Warszawie

Planetarium – miejsce lub urządzenie (projektor gwiazdowy) służące do odtwarzania wyglądu nieba w różnych szerokościach geograficznych oraz ruchów ciał niebieskich, a także zespół urządzeń i obiektów przeznaczonych do nauczania i popularyzacji astronomii.
Pierwotnie planetarium oznaczało aparaturę służącą do wyświetlania obrazu nocnego nieba na półkulistym ekranie. W nowoczesnym znaczeniu stosuje się słowo planetarium dla określenia obiektu, który jest wyposażony w salę i urządzenia do projekcji nieba oraz inne elementy pełniące różnorakie funkcje popularnonaukowe i edukacyjne, m.in. obserwatorium astronomiczne, bibliotekę, sale prelekcyjne i sale wystawowe.
Chociaż zasadniczo przez planetarium rozumiemy planetarium stałe (stacjonarne), to od kilkunastu lat na świecie coraz liczniej pojawiają się planetaria przenośne (mobilne), organizujące pokazy nieba w specjalnym rozkładanym namiocie, przyjmującym po nadmuchaniu kształt sferycznej kopuły imitującej nieboskłon. Jakość tych pokazów zazwyczaj nie dorównuje jakości seansów prezentowanych w planetariach stacjonarnych, ale ich zaletą jest możliwość rozstawienia planetarium w typowej sali gimnastycznej w szkole – planetarium przyjeżdża do uczniów. Również w Polsce są osoby prowadzące taką działalność edukacyjną i popularyzatorską.

## Planetaria stacjonarne w Polsce
W 2011 r. istniało w Polsce 30 planetariów, z tego 20 to planetaria stacjonarne, zaś 10 – przenośne. Spośród planetariów stacjonarnych 19 było czynnych i aktywnych (nieczynne jest wojskowe planetarium w Komorowie).
- Chorzów: Planetarium i Obserwatorium Astronomiczne im. Mikołaja Kopernika, Wojewódzki Park Kultury i Wypoczynku – najstarsze (otwarte w 1955 r.) i największe (kopuła 23 m)
- Częstochowa: Planetarium Uniwersytetu Jana Długosza, Al. Armii Krajowej 13/15 (otwarte w 2006 r.)[1][2]
- Frombork: Planetarium przy Muzeum Mikołaja Kopernika, ul. Katedralna 8 (otwarte w 1973 r., kopuła 8 m)
- Gdynia: Planetarium im. Antoniego Ledóchowskiego Uniwersytet Morski, al. Jana Pawła II 3 (otwarte w 1971 r., kopuła 8 m)
- Gdynia-Oksywie: Planetarium Instytutu Nawigacji i Hydrografii Morskiej Akademii Marynarki Wojennej im. Bohaterów Westerplatte w Gdyni-Oksywie, ul. Śmidowicza 69 (otwarte w 1975 r., kopuła 8 m)
- Grudziądz: Planetarium i Obserwatorium Astronomiczne im. Mikołaja Kopernika, ul. Hoffmanna 1-7 (otwarte w 1972 r., kopuła 6 m)
- Kielce: Obserwatorium Astronomiczne i Planetarium Instytutu Fizyki Uniwersytetu Humanistyczno-Przyrodniczego im. Jana Kochanowskiego, ul. Świętokrzyska 15 (otwarte w 2005 r., kopuła 5 m)
- Komorowo: Planetarium Zarządu Topograficznego Sztabu Generalnego Wojska Polskiego, ul. Kościelna 1 (otwarte w 1980 r., kopuła 8 m; obecnie nieczynne)
- Łódź: Planetarium Łódzkiego Oddziału PTMA, ul. Pomorska 16 (otwarte w 1984 r., kopuła 6 m – drugie planetarium wykonane przez nauczyciela Zbigniewa Solarza)
- Łódź: Planetarium w zrewitalizowanym budynku dawnej elektrowni EC1 (otwarte w 2016; kopuła 14 m)[3]
- Międzyzdroje: Planetarium, ul. Bohaterów Warszawy 19 (otwarte w 2011 r., kopuła 7 m)
- Niepołomice: Młodzieżowe Obserwatorium Astronomiczne, ul. Mikołaja Kopernika 2 (otwarte w 2010 r., kopuła 8 m)
- Olsztyn: Planetarium Lotów Kosmicznych, ul. Piłsudskiego 38 (otwarte w 1973 r., kopuła 15 m)
- Piotrków Trybunalski: Planetarium I Liceum Ogólnokształcącego im. Bolesława Chrobrego w Piotrkowie Trybunalskim, Al. Mikołaja Kopernika 1 (otwarte w 1981 r., kopuła 6 m – pierwsze planetarium wykonane przez nauczyciela Zbigniewa Solarza)
- Potarzyca k. Jarocina: Planetarium im. Andrzeja Owczarka przy Gimnazjum im. Jana Heweliusza w Potarzycy, ul. Wyzwolenia 65 (otwarte w 1993 r., kopuła 5 m – planetarium wykonane przez nauczyciela Andrzeja Owczarka (1949-2011))[4]
- Szczecin: Planetarium Akademii Morskiej, Wały Chrobrego 1-2 (otwarte w 1979 r., kopuła 5 m)
- Toruń: Centrum Popularyzacji Kosmosu „Planetarium – Toruń”, ul. Franciszkańska 15/21 (otwarte w 1994 r., kopuła 15 m)
- Ustroń: Planetarium przy kompleksie Extreme Park, góra Równica (otwarte w 2009 r., kopuła 13 m)
- Warszawa: Planetarium w Muzeum Techniki NOT, Pałac Kultury i Nauki (otwarte w 1972 r., kopuła 8 m)
- Warszawa: Planetarium „Niebo Kopernika”, Centrum Nauki Kopernik (otwarte w 2011 r., kopuła 16 m)
- Wrocław: Planetarium Instytutu Astronomicznego Uniwersytetu Wrocławskiego, ul. Kopernika 11 (otwarte w 2008 r., kopuła 5 m)
- Zielona Góra: Centrum Nauki Keplera – Planetarium Wenus, ul. gen. Sikorskiego 10 (otwarte 22.10.2015, Full Dome, kopuła 10 m)

## Planetaria przenośne w Polsce
- Katowice: Planetarium ORBITEK (otwarte 2012 r., kopuła wewnętrzna 5 m, kopuła zewnętrzna 5 m, kopuła 7 m) - system dookólny Fisheye
- Kalisz: Planetarium Astro Arena (otwarte w 2011 r., kopuła 5 m)
- Kielce: Planetarium Supernowa (otwarte w 2011 r., kopuła 5 m)
- Kraków: Planetarium Krainy Zabaw Dziecięcych Anikino (kopuła 5 m)
- Łódź: Planetarium firmy Sfera Wiedzy (otwarte w 2016 r., kopuła 5 m)
- Mielec: Planetarium Jupiter (otwarte w 2012 r., kopuła 5 m)
- Mrągowo: Planetarium Cassiopeia (otwarte w 2012 r., kopuła 5m)
- Poznań: Planetarium firmy Astrolab (otwarte w 2009 r., kopuła 5 m)
- Świdnica (Komorów): Planetarium Bajkonur (otwarte w 2011 r., kopuła 5 m)
- Warszawa: Planetarium Centrum Edukacyjnego Planeta Anuka (otwarte w 2009 r., kopuła 5 m)

## Planetaria na świecie (przykłady)
- Chicago (USA): Adler Planetarium 1300 S. Lake Shore Drive
- Budapeszt (Węgry): Budapesti Planetárium (w latach 1980–2010 mieścił się w nim Lasertheater)
- Pekin (Chiny): Beijing Planetarium
- Praga (Czechy): Planetarium Praha